# توماس هيوز (لاعب كريكت)
توماس هيوز (20 أكتوبر 1822 في المملكة المتحدة - 22 مارس 1896 في المملكة المتحدة) (بالإنجليزية: Thomas Hughes)‏ هو قاضي وروائي ومحامي ونقابي وكاتب وشاعر قانوني ‏ وسياسي وكاتب للأطفال ولاعب كريكت بريطاني (وحمل سابقاً جنسية المملكة المتحدة لبريطانيا العظمى وأيرلندا).

## وصلات خارجية
- توماس هيوز على موقع الموسوعة البريطانية (الإنجليزية)
- توماس هيوز على موقع إن إن دي بي (الإنجليزية)